# Taula braser
La taula braser o el tendur és una taula circular, rectangular o quadrada, proveïda d'un bastidor. Es tracta d'una taula de fusta normalment rodona, encara que no exclusivament, coberta amb unes faldilles de tela gruixuda que poden arribar gairebé fins a terra, a la part inferior pot portar una tarima de fusta amb un forat circular central per col·locar-hi un braser.
La taula braser va ser un sistema de calefacció molt comú, abans de la popularització de la calefacció central i de vegades com a complement. La família s'hi reunia al voltant, posant les cames sota les faldilles per mantenir-les calentes. Encara que a vegades, si no es tenia cura, es podien produir cremades superficials a la pell. Actualment, encara que ha caigut bastant en desús, a Catalunya encara se'n comercialitzen en forma rodona o rectangular, i se solen utilitzar brasers elèctrics.